# 聖方濟·沙勿略教堂 (考納斯)

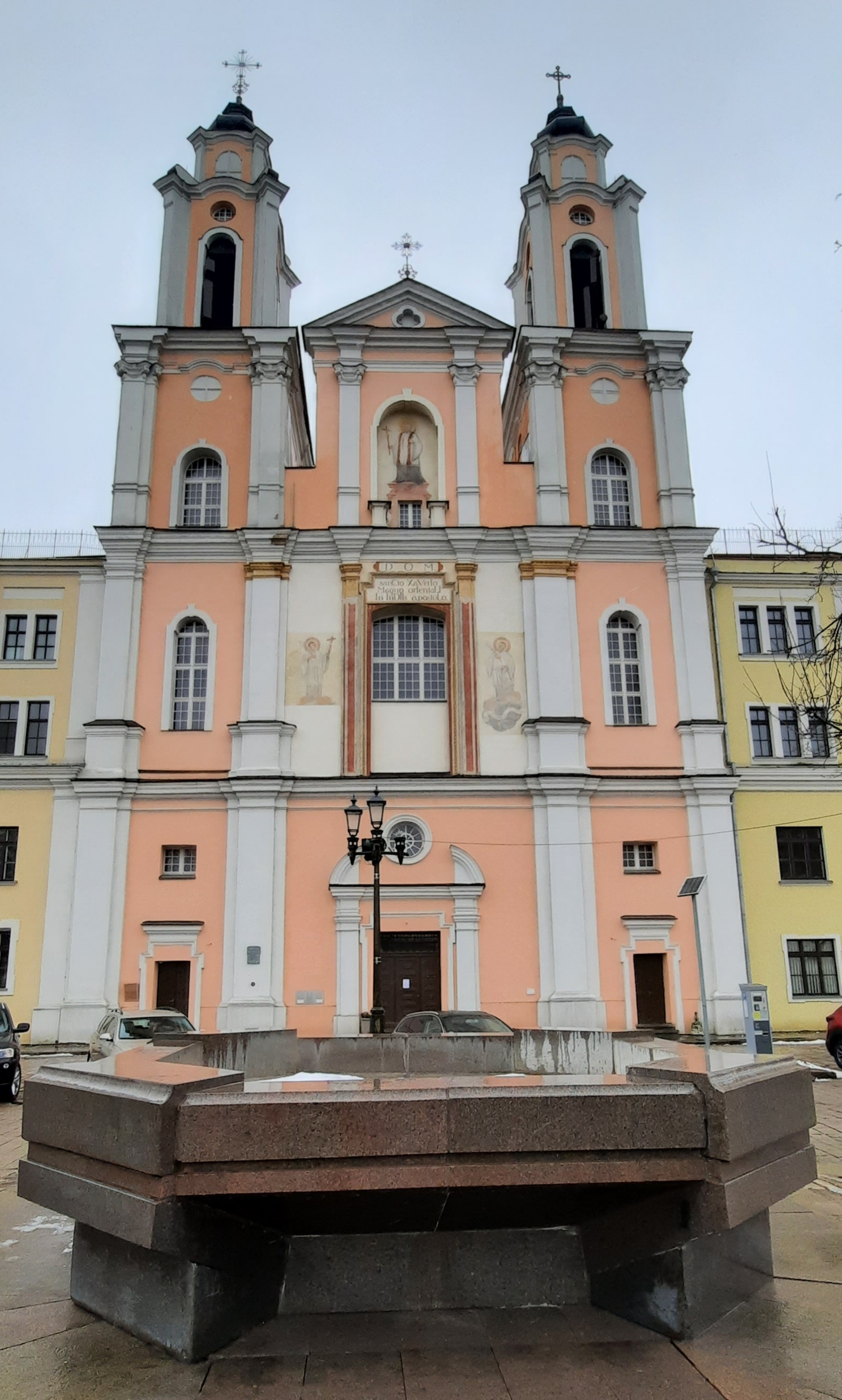
聖方濟·沙勿略教堂

聖方濟·沙勿略教堂是位於立陶宛城市考納斯的一座羅馬天主教的教堂。教堂奉獻於1722年。蘇聯佔領立陶宛期間，教堂曾被改為體育館。1992年之後恢復為教堂。

## 外部連結
- Kaunas St. Francis Xavier Church website